# 涅維爾
51°52′17″N 24°59′28″E / 51.87139°N 24.99111°E
涅維爾（烏克蘭語：Невір），是烏克蘭的村落，位於該國西部沃倫州，由卡明-卡希尔斯基区負責管轄，始建於1662年，面積1,747平方公里，海拔高度142米，2001年人口539，人口密度每平方公里0.31人。